# 八尾大橋
八尾大橋（やつおおおはし）は、富山県富山市（旧八尾町）の井田川（神通川水系）に架かる都市計画街路鏡町水谷線の橋である。

## 概要
左岸は富山県富山市八尾町福島、右岸は同西町。橋長 m、幅員14 m（車道9 m、両側に歩道2.5 m）。総工費は9,400万円。
1969年（昭和44年）度から3ヶ年計画で工事が進められ、1972年（昭和47年）3月に完成、同年4月24日に渡橋式が行われた。これにより都市計画街路鏡町水谷線の基点が完成することになった。